# Thomas Regout (bedrijf)
Thomas Regout, officieel Thomas Regout (International) B.V. of Regout Group, tot 1999 N.V. Maastrichtsche Spijker- en Draadnagelfabriek v/h Thomas Regout & Co., is een metaalverwerkend bedrijf in de Nederlandse stad Maastricht. Het bedrijf werd in 1834 opgericht als fabriek van spijkers, vanaf 1847 ook draadnagels. De fabriek werd gedurende de eerste decennia voornamelijk geleid door Thomas Dominicus Regout, de naamgever van de firma. Na de Tweede Wereldoorlog diversificeerde het bedrijf zijn productieassortiment. In 2013 werkten er ruim 300 mensen.

## Geschiedenis

### Oprichting
Spijkerfabrieken bestonden in Maastricht vanouds, maar waren in de Franse Tijd (1794-1814) teniet gegaan. In maart 1834 begonnen Petrus Laurentius Regout en J.G. Lambriex met de machinale fabricage van spijkers. De fabriek, Firma P. Regout en J.G. Lambriex geheten, had aanvankelijk drie smidsvuren en was gelegen op het terrein van de firma P. Regout & Co. aan de Boschstraat nr. 1303 binnen de toen nog bestaande stadsmuren van Maastricht. Petrus Regout was aanvankelijk handelaar in glas, kristal en aardewerk en was in datzelfde jaar 1834 begonnen met de machinale fabricage van glas. De meester-slotenmaker J.G. Lambriex was gehuwd met een zuster van Aldegonda Hoeberechts, Petrus' echtgenote, en dus een zwager van hem. Later dat jaar voegde Petrus' jongere broer Thomas zich bij de directie, waarna de naam van het bedrijf werd gewijzigd in Nieuwe Nederlandsche spijkerfabriek van P. en T. Regout en J.G. Lambriex. Het is opmerkelijk dat deze en andere fabrieken in Maastricht juist in deze tijd ontstonden. Maastricht bevond zich omstreeks 1834 in een geïsoleerde en onzekere positie, direct na de roerige periode van de Belgische Revolutie (1830) en de (gedeeltelijke) opheffing van de Blokkade van Maastricht (1830-1833). Het conflict met de Belgen speelde de ondernemers in zekere zin in de kaart, want de Nederlandse overheid wenste niet afhankelijk te zijn van de Waalse fabrikanten. Door importverboden hadden de Maastrichtse ondernemers daardoor minder last van buitenlandse concurrentie. Bovendien boden ze werkgelegenheid aan de inwoners van de van een groot deel van haar achterland afgesneden vestingstad, wat door de overheid werd bevorderd.

### Beginperiode

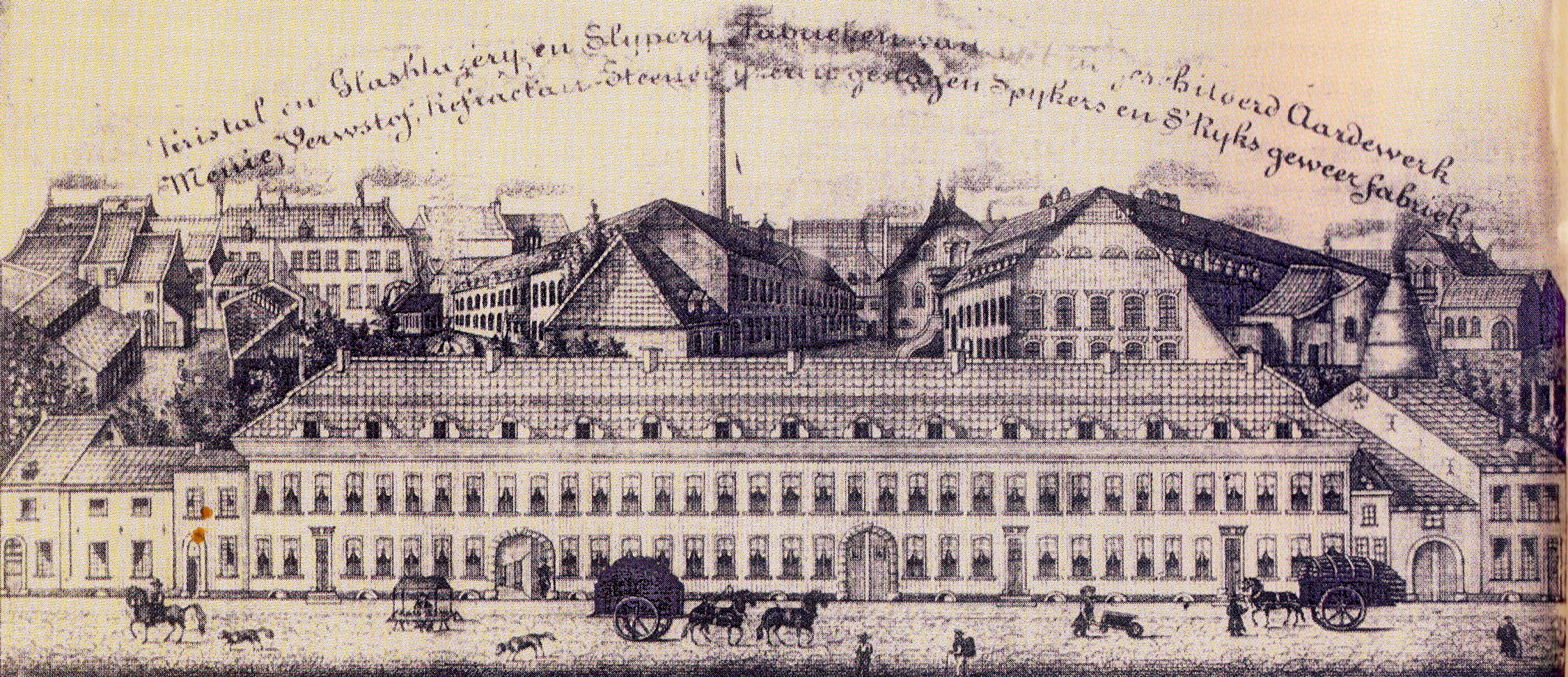
Fabrieksprent Petrus Regout & Co., 1842. De spijkerfabriek wordt vermeld, maar onduidelijk is welk gebouw wordt bedoeld

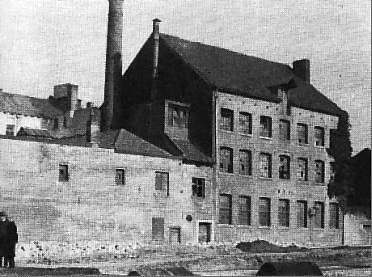
De fabriek in de Drieëmmerstraat (1843-1905), gefotografeerd ca. 1930

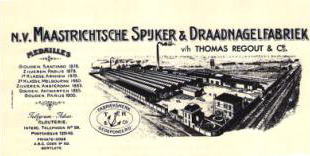
Het nieuwe fabriekscomplex op een briefhoofd uit ca. 1910

De spijkerfabriek kende aanvankelijk een stormachtige ontwikkeling en telde in de periode 1836-1638 een kleine 200 werknemers. Dezen waren voornamelijk uit het Luikerland afkomstig, wat aanvankelijk problematisch was in verband met de gespannen politieke verhoudingen tussen België en Nederland. Zo mochten de Luikenaren alleen binnen de vesting Maastricht worden toegelaten als ze op het terrein van de fabriek zouden worden gehuisvest, waar ze in de gaten konden worden gehouden. Daarvoor werd aan de Boschstraat een "spatieus gebouw" neergezet, dat plaats bood aan 200 mensen. Opvallend is dat het aantal arbeiders in de oogsttijd sterk daalde, veroorzaakt door de hogere lonen die dan (tijdelijk) bij het oogsten verdiend konden worden. Ook in Luik deed zich dat verschijnsel in het begin van de industriële ontwikkeling voor. In 1837 werden circa 200.000 kg spijkers geproduceerd, die merendeels voor Noord-Nederland en – via de Nederlandsche Handel-Maatschappij – voor Nederlands-Indië bestemd waren. Voor de fabricage van die spijkers werd ongeveer een zelfde hoeveelheid kolen uit het Luikerland ingevoerd. Het ijzer was afkomstig uit Engeland. Na het Verdrag van Londen (1839) werden de importverboden opgeheven en moest de jonge onderneming concurreren met spijkerfabrieken in Wallonië, waarna de zaken aanzienlijk minder voorspoedig verliepen. In 1841 had de fabriek nog maar 83 personen in dienst: 20 mannen, 50 jongens en 13 kinderen tussen de 9 en 15 jaar. De mannen verdienden 100 tot 125 cent per dag, de jongens 40 tot 60 cent en de kinderen 25 tot 40 cent.
In 1843 trokken Petrus Regout en J.G. Lambriex zich uit het bedrijf terug en zette Thomas Regout de fabriek alleen voort op een nieuwe locatie aan de Drieëmmerstraat, een verdwenen straat parallel aan de Gubbelstraat. De fabriek in de Drieëmmerstraat haalde in 1851 nog slechts een kwart van de omzet van 1839 en er werkten toen nog maar 43 personen. Door de aankoop van een stoommachine werd de productie gemechaniseerd en steeg de omzet weer. Vooral de fabricage van draadnagels vanaf 1857 bleek succesvol. De vroege dood van Thomas Regout in 1862 betekende (opnieuw) een inzinking voor de fabriek, die toen als Wed. Thomas Regout en kinderen verder ging.

### Periode Eugène Regout
Vanaf 1870 begon een nieuwe bloeiperiode van de Spijkerfabriek Thomas Regout en Compagnie onder leiding van Thomas' neef en schoonzoon Eugène Regout (1831-1908), die al vanaf 1849 vennoot in het bedrijf was. Een andere schoonzoon, J. Henri Rutten (1833-1900), speelde vanaf 1870 eveneens een rol in het bedrijf. Binnen enkele jaren verdubbelde het aantal spijker- en draadnagelmachines en in 1875 werden voor het eerst meer dan een miljoen kilogram spijkers geproduceerd. Omstreeks 1880 trad Eugène's zoon Paul G.H. Regout (1859-1905) toe tot de directie. In 1888 werd de naam veranderd in N.V. Maastrichtsche Spijker- en Draadnagelfabriek v/h Thomas Regout & Co. De naamloze vennootschap begon met een aandelenkapitaal van 248.000 gulden.
Geleidelijk aan bleek de locatie in de binnenstad te krap bemeten. In 1903 werd een stuk grond aangekocht in het Bosscherveld, destijds in de gemeente Oud-Vroenhoven gelegen. Hier verrees een moderne fabriek, die in januari 1905 in gebruik werd genomen. Na de dood van Paul en Eugène Regout bleven verschillende zonen en kleinzonen van Eugène actief in de bedrijfsleiding, onder anderen: Eugène (II) M.H. Regout (ca. 1890-1922?), Henri M.H. Regout (ca. 1895-1900?) en Fernand H.M. Regout (ca. 1910-1955?). Met het aantreden van directeur L.A.H. van Eyseren in 1939 trad een periode van stabiele groei in, waarbij een diversificatie van het assortiment plaatsvond. Naast spijkers en draadnagels werden onder andere profielen als ladegeleiders ("loopwerken") en gordijnrails geproduceerd; een tijdlang ook bagagedragers en andere fietsonderdelen. De verdere ontwikkeling van ladegeleiders leidde tot de fabricage van wat het meest winstgevende onderdeel van het bedrijf zou worden: de telescopische geleiders. In 1971 werd de spijkerfabricage gestaakt. Drie jaar later werd de naam van het bedrijf gewijzigd in Thomas Regout N.V..

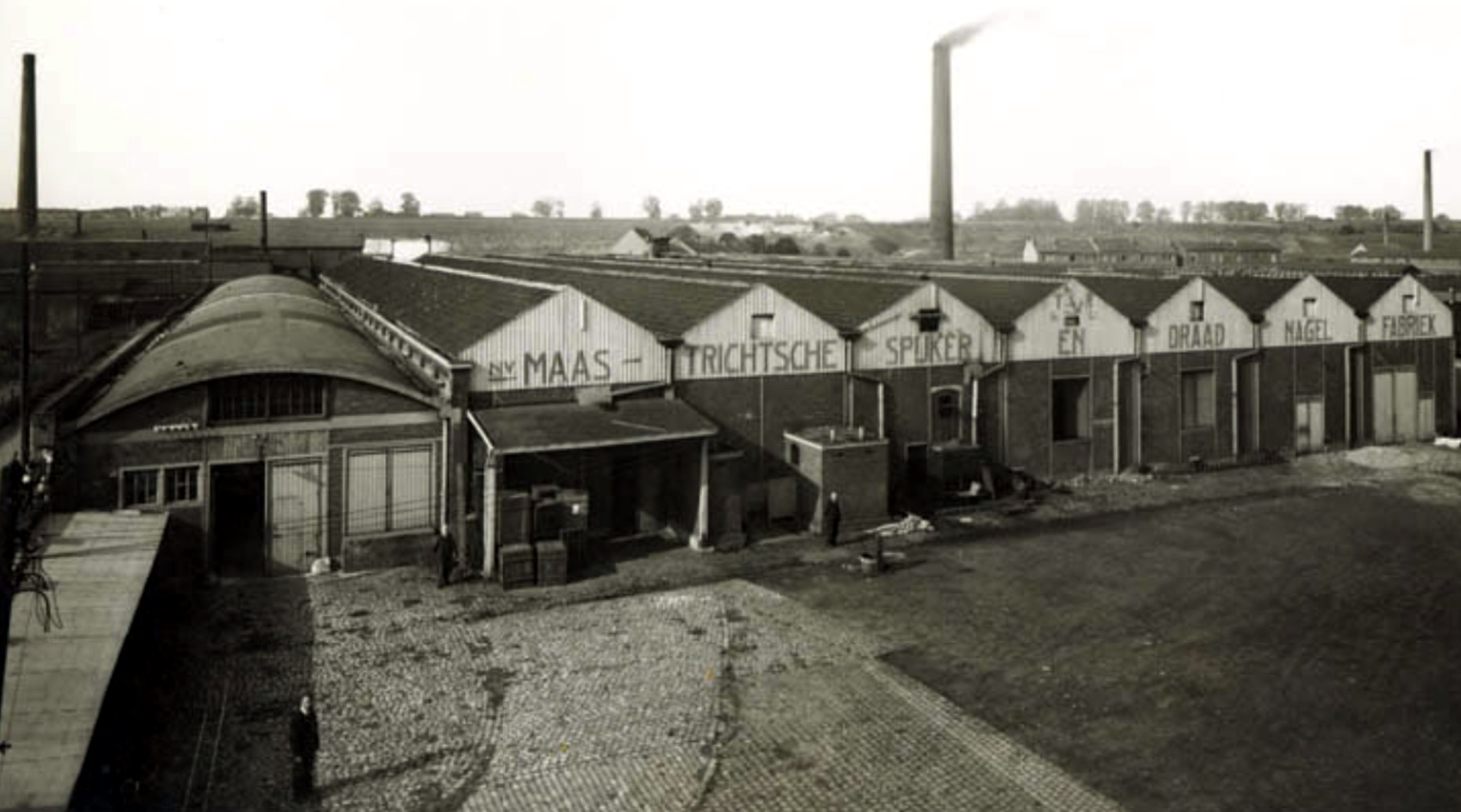
Fabrieksgebouwen in het Bosscherveld, ca. 1920-25
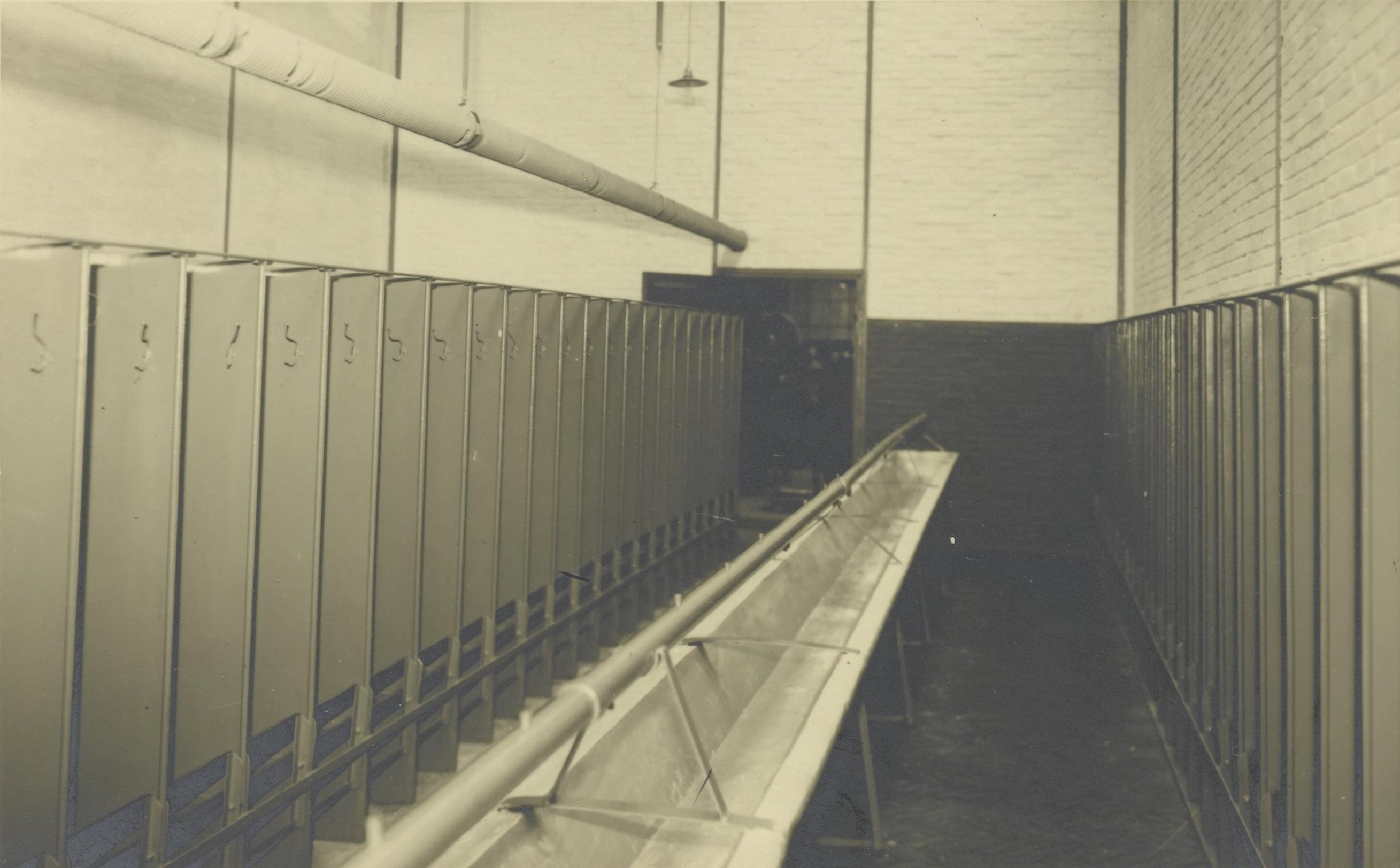
Kleedlokaal, 1941
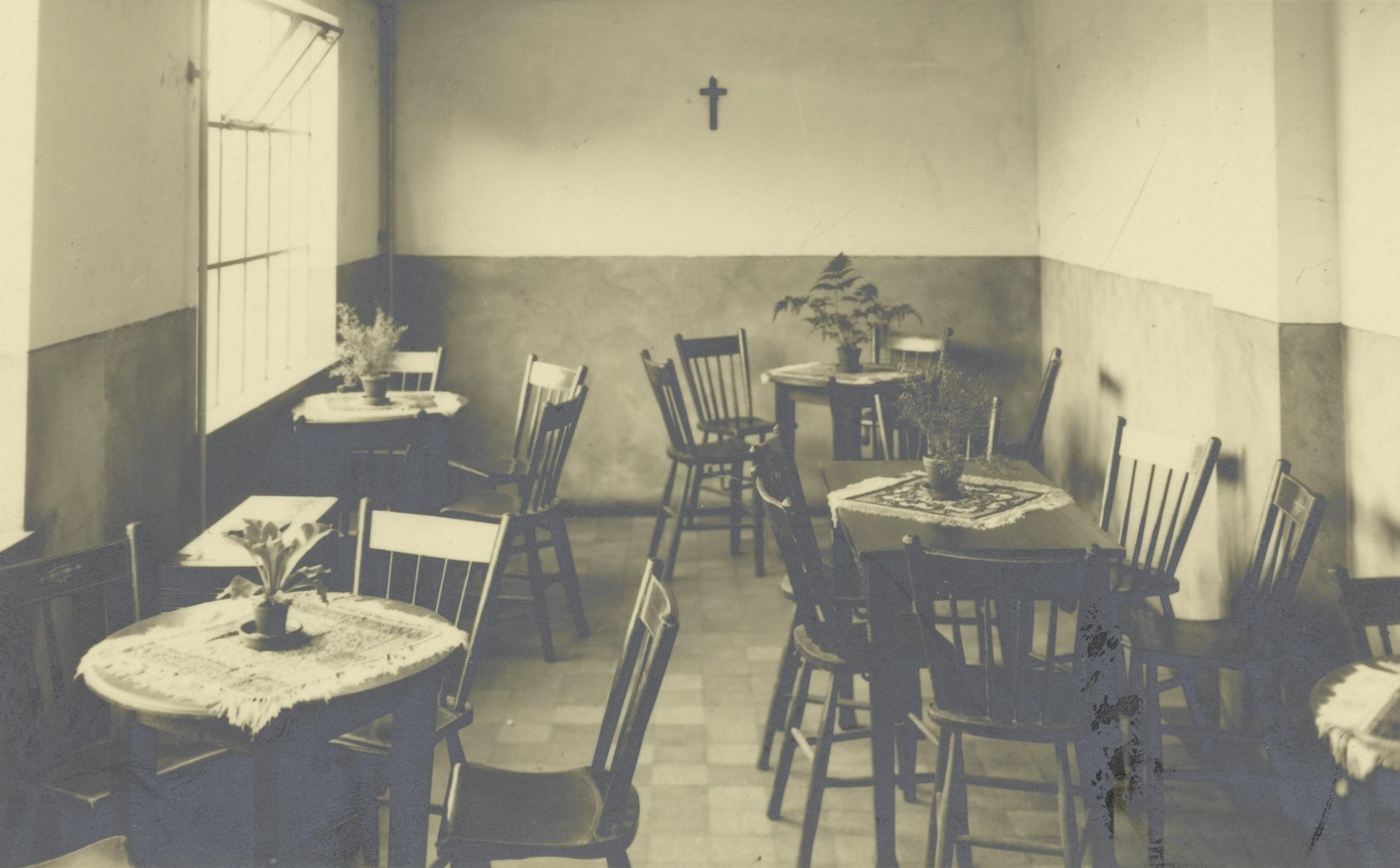
Schaftlokaal, 1941
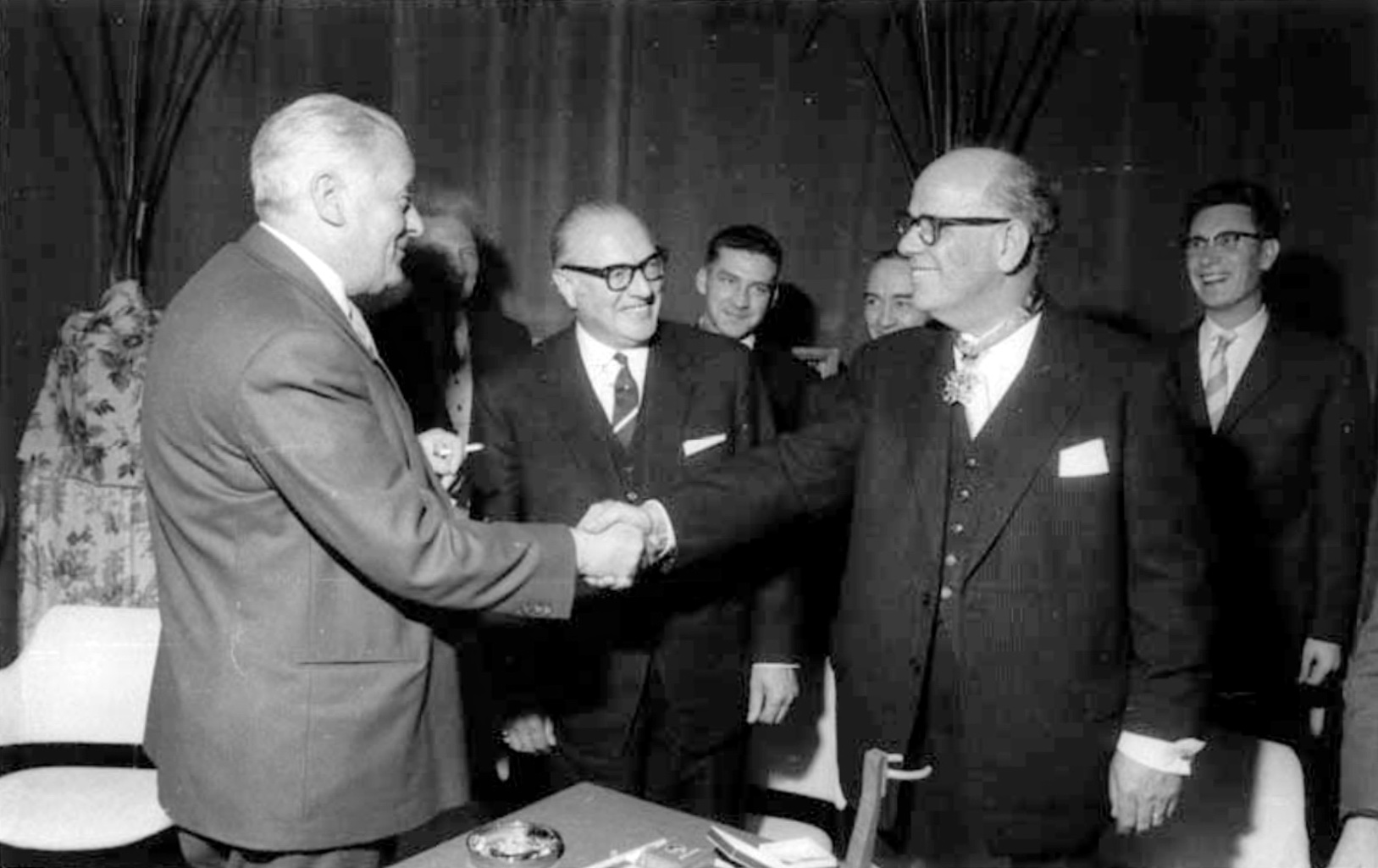
Directeur L. van Eyseren koninklijk onderscheiden, 1960

### Overname en hernieuwde zelfstandigheid
De laatste leden van de familie Regout die als directeur actief waren bij de firma Thomas Regout waren: Pierre E.L.G.M. Regout (1955-1974) en Yves R.E. Regout (1968-1996), beiden nakomelingen van Eugène Regout. In 1991 werd een nieuwe productielocatie in gebruik genomen in Byron Center in de Amerikaanse staat Michigan. In 1999 werd het bedrijf verkocht aan het Amerikaanse concern Compx International Inc. Er waren toen 500 werknemers in dienst; 400 in Nederland en honderd in de VS.
In 2004 werd het bedrijf via een managementbuy-out teruggekocht door de managers Joost van Luyken, Leon Moonen en Wiel Soudant.. De productie van gordijnrails werd ondergebracht in het productiebedrijf Thomas Regout B.V., de productie van geleiders vindt plaats bij Thomas Regout International B.V. en de moedermaatschappij heet Regout Group. In 2012 werd het Maastrichtse bedrijf Drillmasters B.V overgenomen, gespecialiseerd in de fabricage en het herslijpen van boren, frezen en speciale gereedschappen voor de verspanende industrie. In 2013 was Thomas Regout wereldwijd marktleider op het gebied van sleden die in pinautomaten de bankbiljetten vanuit de kluis naar de muur brengen. Ook is het bedrijf sterk op het gebied van geleiders waarmee armleuningen in auto's kunnen worden verschoven of zware voorwerpen in vrachtauto's naar voren kunnen worden gehaald. 90% van de in Maastricht geproduceerde geleiders zijn voor de export bestemd. In 2016 werd Regout Balance Systems B.V aan de organisatie toegevoegd. Dit bedrijf, met een vestiging in het Amerikaanse Canton (GA), produceert hoogwaardige verticale hoogteverstellingen voor de professionele audio-videomarkt.

## Erfgoed
Van de gebouwen of de inventaris van de spijkerfabriek aan de Boschstraat en de Drieëmmerstraat is voor zover bekend niets bewaard gebleven. Het gebouwencomplex in het Bosscherveld is in de loop der jaren diverse malen gemoderniseerd. Van de huidige gebouwen vormen de directievilla en de portiersloge uit 1905 een gemeentelijk monument.
Van de in de fabriek geproduceerde artikelen zijn er nog miljoenen in omloop, hoewel dat van de meeste spijkers moeilijk met zekerheid vast te stellen zal zijn. Het papieren fabrieksarchief van de firma beslaat zo'n 15 meter en wordt bewaard in het Sociaal Historisch Centrum voor Limburg (SHCL), dat gehuisvest is in het pand van het HCL in Maastricht. Daaronder bevinden zich kasboeken, bedrijfscorrespondentie en bewijzen van aandeel.
In juni 1984 schonk het bedrijf ter gelegenheid van het 150-jarig bestaan een moderne Jupiterzuil aan de stad Maastricht, die verwijst naar de een jaar eerder in deze omgeving opgegraven Jupiterpijler van Derlon. Het bronzen beeld van de Romeinse god Jupiter te paard werd vervaardigd door Fons Bemelmans en staat op een zeventiende-eeuwse zuil midden op het Onze Lieve Vrouweplein.

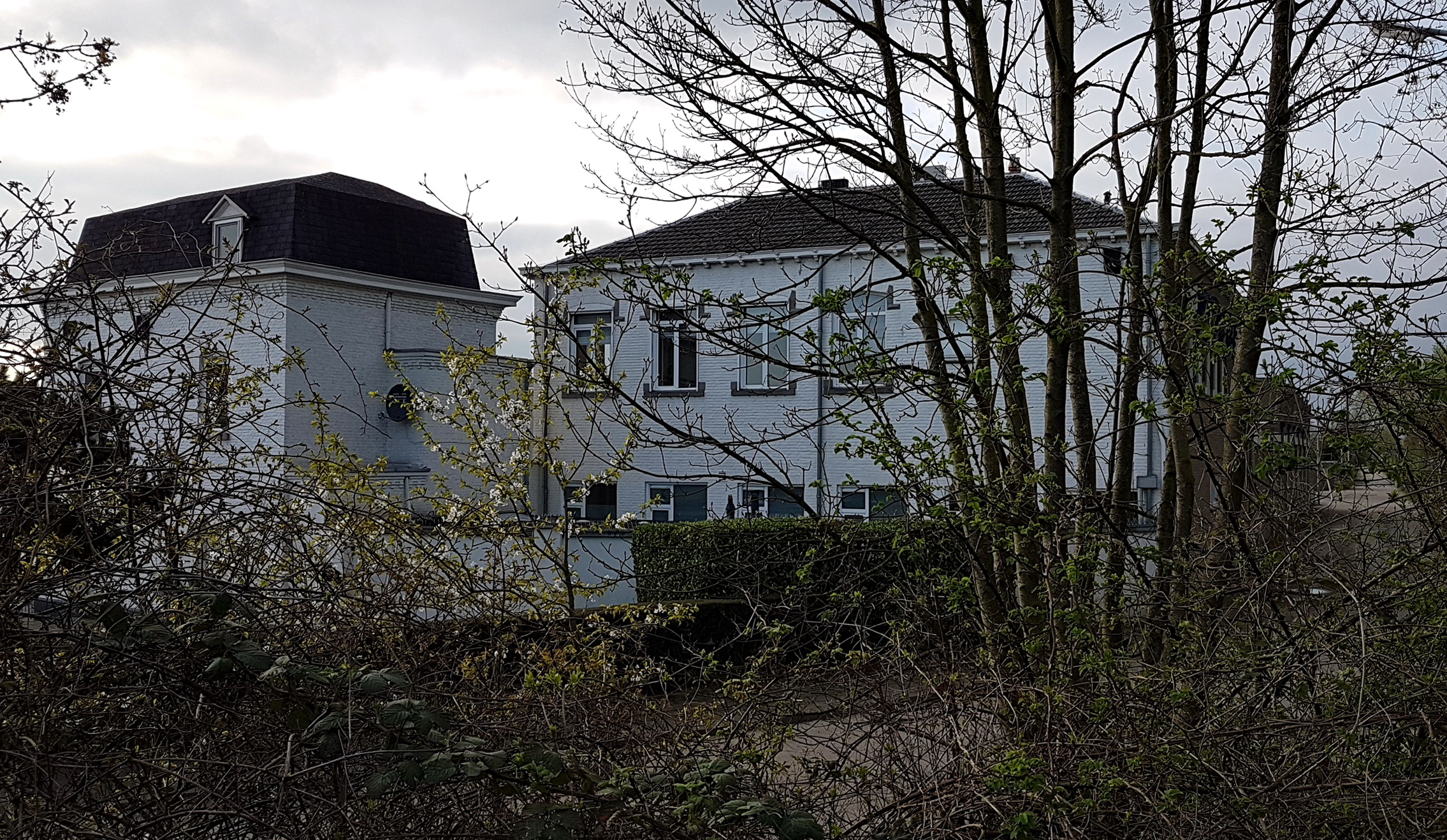
Portiersloge en directievilla
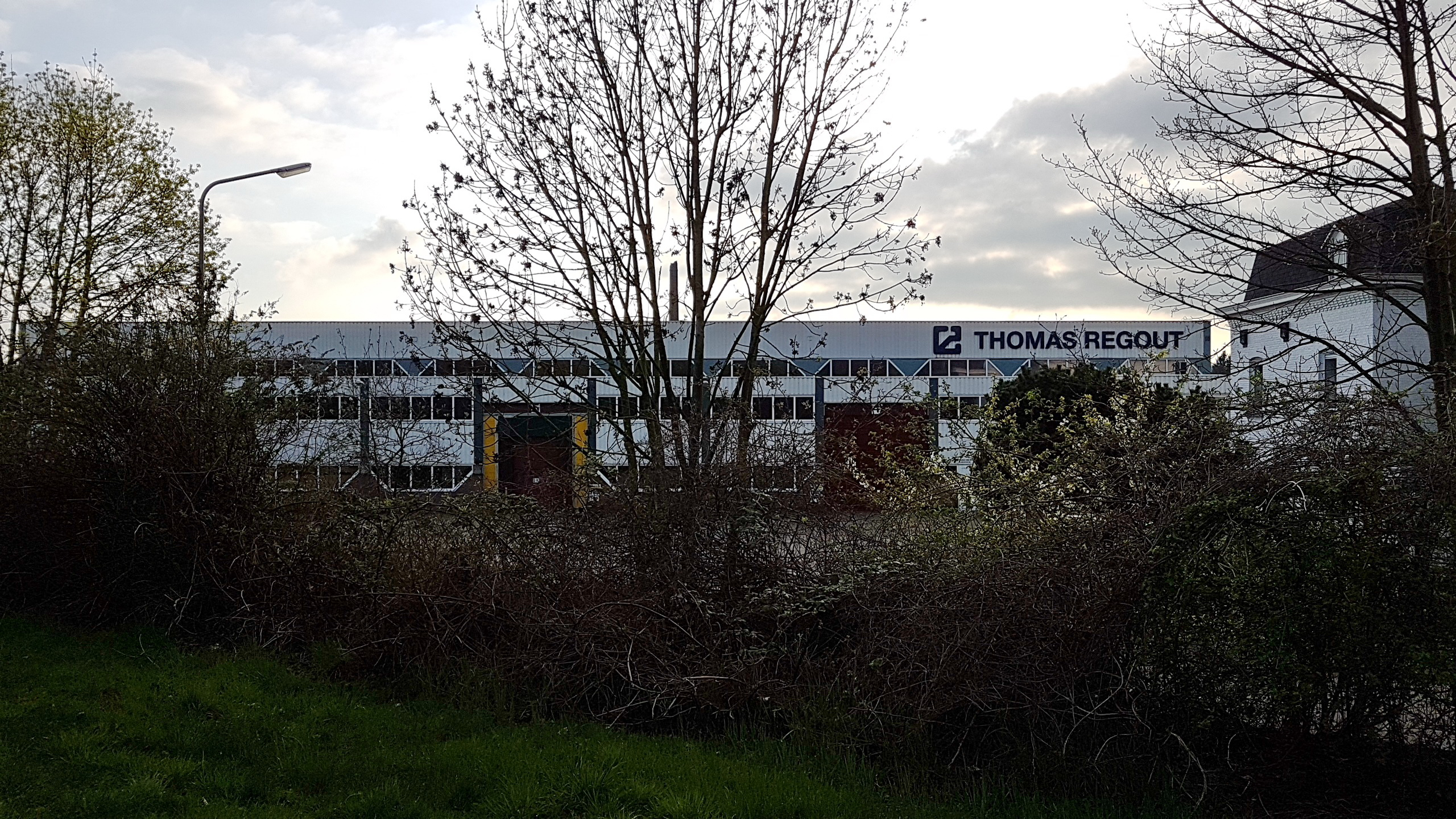
Niet-beschermde gebouwen
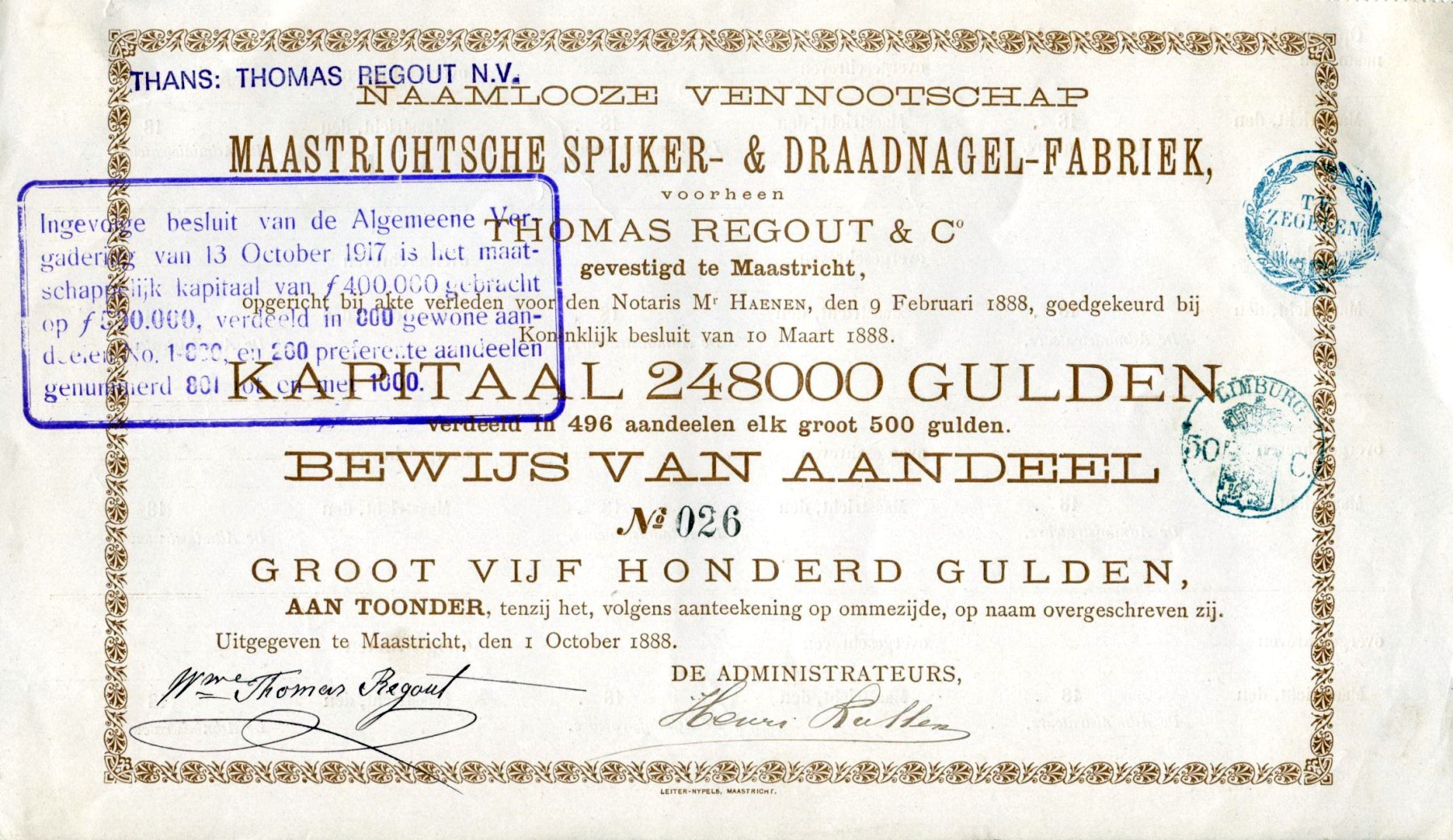
Aandeel van 500 gulden uit 1888
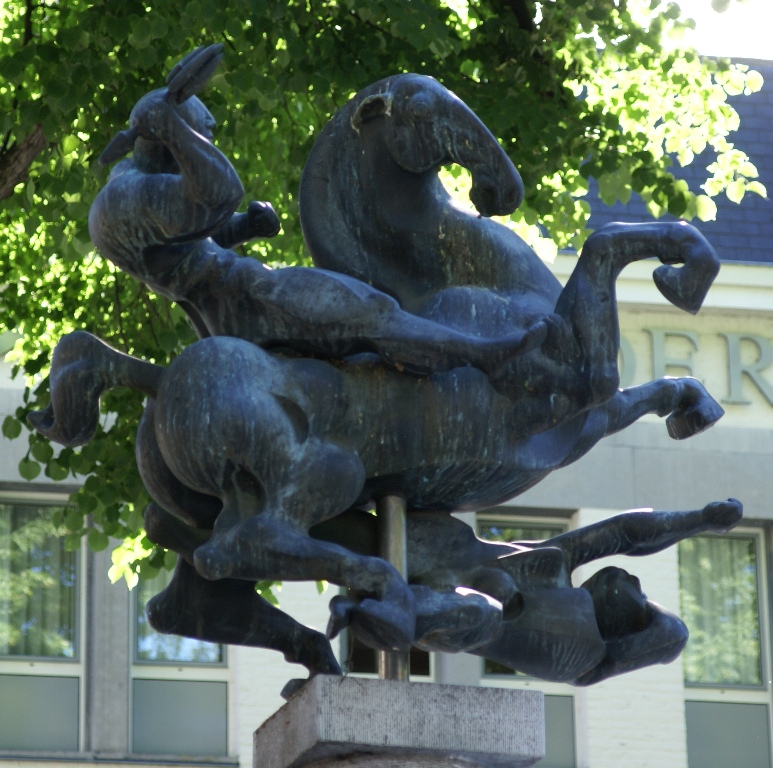
Jupiter (F. Bemelmans, 1984)